# Santé en Guinée
 (novembre 2021).
La mise en forme du texte ne suit pas les recommandations de Wikipédia : il faut le « wikifier ».
Les points d'amélioration suivants sont les cas les plus fréquents. Le détail des points à revoir est peut-être précisé sur la page de discussion.
- Les titres sont pré-formatés par le logiciel. Ils ne sont ni en capitales, ni en gras.
- Le texte ne doit pas être écrit en capitales (les noms de famille non plus), ni en gras, ni en italique, ni en « petit »…
- Le gras n'est utilisé que pour surligner le titre de l'article dans l'introduction, une seule fois.
- L'italique est rarement utilisé : mots en langue étrangère, titres d'œuvres, noms de bateaux, etc.
- Les citations ne sont pas en italique mais en corps de texte normal. Elles sont entourées par des guillemets français : « et ».
- Les listes à puces sont à éviter, des paragraphes rédigés étant largement préférés. Les tableaux sont à réserver à la présentation de données structurées (résultats, etc.).
- Les appels de note de bas de page (petits chiffres en exposant, introduits par l'outil «  Source ») sont à placer entre la fin de phrase et le point final[comme ça].
- Les liens internes (vers d'autres articles de Wikipédia) sont à choisir avec parcimonie. Créez des liens vers des articles approfondissant le sujet. Les termes génériques sans rapport avec le sujet sont à éviter, ainsi que les répétitions de liens vers un même terme.
- Les liens externes sont à placer uniquement dans une section « Liens externes », à la fin de l'article. Ces liens sont à choisir avec parcimonie suivant les règles définies. Si un lien sert de source à l'article, son insertion dans le texte est à faire par les notes de bas de page.
- La présentation des références doit suivre les conventions bibliographiques. Il est recommandé d'utiliser les modèles {{Ouvrage}}, {{Chapitre}}, {{Article}}, {{Lien web}} et/ou {{Bibliographie}}. Le mode d'édition visuel peut mettre en forme automatiquement les références.
- Insérer une infobox (cadre d'informations à droite) n'est pas obligatoire pour parachever la mise en page.

Pour une aide détaillée, merci de consulter Aide:Wikification.
Si vous pensez que ces points ont été résolus, vous pouvez retirer ce bandeau et améliorer la mise en forme d'un autre article.

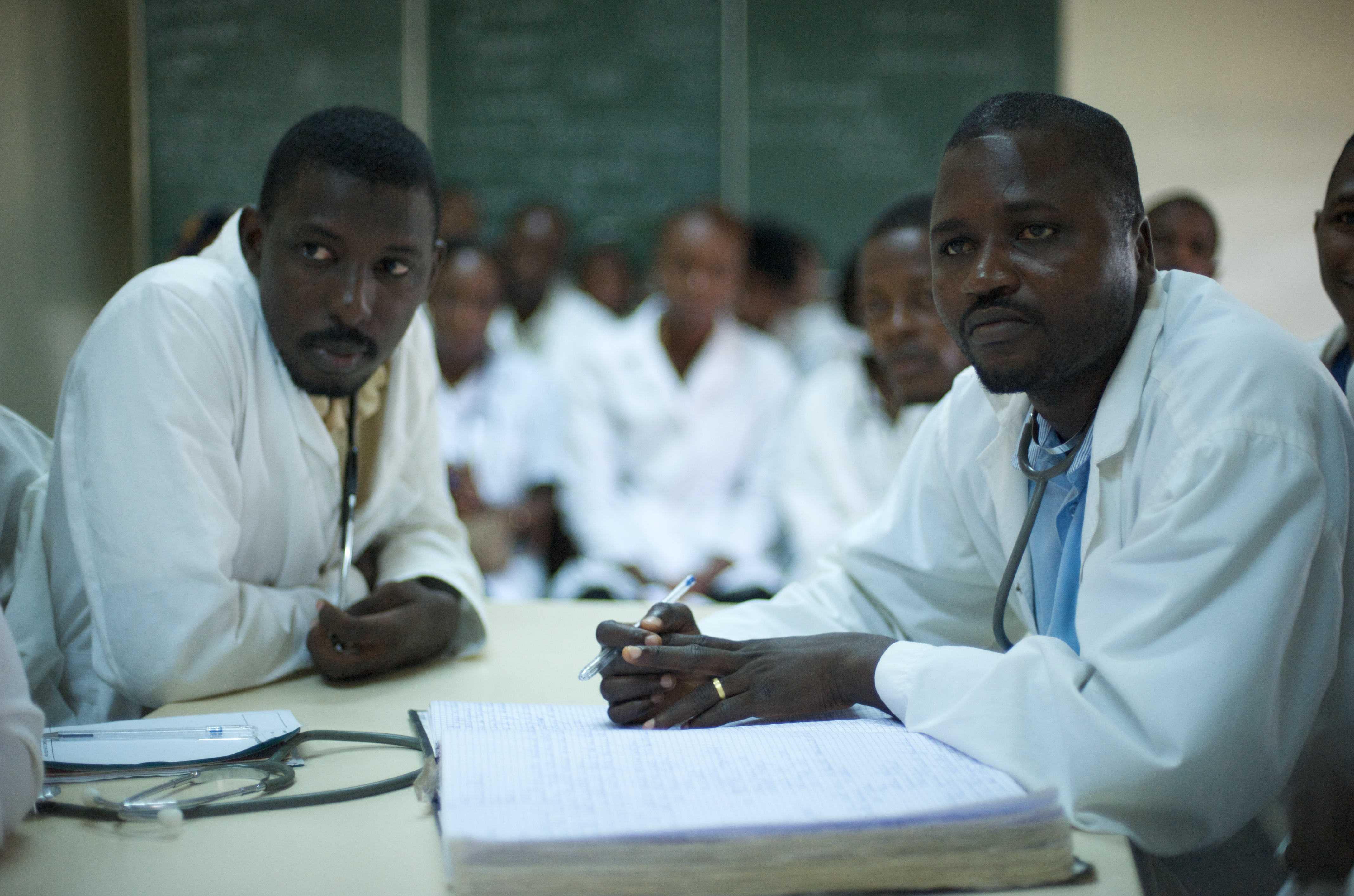
Des pédiatres de l'hôpital Donka examinent les cas de rougeole lors d'une épidémie en 2009. Donka est le plus grand hôpital public de Guinée.

La République de Guinée est un pays de l'Afrique de l'ouest.
Depuis son indépendance en 1958, il fait plusieurs progrès et fait face à des problèmes de santé.

## Infrastructures de santé
Entre 1984 et 2000, des réformes comprenant la formalisation du secteur privé, l'activation des soins de santé primaires et le recouvrement des coûts ont commencé dans le cadre de la mise en œuvre de l'Initiative de Bamako et de la réforme des hôpitaux et des médicaments. Les réformes mises en œuvre ont permis de progresser dans la couverture sanitaire et le niveau des indicateurs de santé. Durant cette période, la Guinée a créé un paquet de textes et lois lier au soins maternels et infantiles de base pour les maladies courantes et la fourniture de médicaments essentiels. Ceci s'est accompagné de la réforme du financement de la santé basée sur les contributions des utilisateurs (Initiative de Bamako) en 1987.

## Hôpitaux
- Clinique Ambroise Paré
- Hôpital Ignace Deen
- Hôpital Donka, le plus grand hôpital public de Guinée.
- Hôpital de l'amitié sino-guinéenne
- Hôpital ANAIM de Kamsar

## État de santé

### Espérance de vie
L'espérance de vie moyenne estimée par la CIA en 2014 en Guinée était de 59,60 ans.

### Ebola

Une carte de situation de l'épidémie d'Ebola au 18 juin 2014.

En 2014, il y a eu une épidémie du virus Ebola en Guinée.

### VIH/SIDA
La Guinée compte environ 120 000 personnes vivant avec le VIH, soit environ 1,7% de la population du pays. En 2018, le pays comptait 4 300 décès dus au sida. Seul un quart des personnes infectées reçoivent un traitement antiviral car les stocks sont souvent en rupture de stock. Dans les hôpitaux soutenus par MSF, l'association a fait état de taux de mortalité très élevés, pouvant atteindre 40 % chez ses patients qui atteignent souvent un stade très avancé de la maladie.

### Coronavirus
En 2021, pour contrer la propagation des cas d'infection au coronavirus, les autorités ont annoncé des mesures sanitaires, qui sont: des couvre-feux, la mise à disposition d'un test PCR négatif pour les déplacements entre les villes, l'engagement de porter un masque, l'interdiction des rassemblements de plus de 50 personnes et la fermeture des lieux de divertissement très fréquentés.

### Santé maternelle et infantile
Le virus Ebola affecte la santé des plus vulnérables, à savoir les femmes enceintes et les enfants, dans un pays où les taux de mortalité maternelle et infantile restent élevés. 70% de la population guinéenne est pauvre. La Guinée compte une sage-femme pour 15 000 habitants, tandis que la norme de l'Organisation mondiale de la santé recommande une sage-femme pour 5 000 habitants.